# Tengen Toppa Gurren Lagann
Tengen Toppa Gurren Lagann (天元突破グレンラガン Tengen Toppa Guren Ragan?, "Himmels-genomträngande Gurren Lagann") är en mecha-anime-serie som sändes på japansk TV mellan den 1 april 2007 och den 30 september samma år. Serien animerades av Gainax, och producerades i ett samarbete med Aniplex och Konami.
Berättelse
Serien utspelar sig i ett parallelt universum där människor bor i underjordiska byar. I en by, Giha, Befinner sig en två tonåringar vid namn Simon och Kamina. En dag så bestämmer sig Simon och Kamina för att försöka borra sig genom taket för att komma till ytan. Av en slump så faller plötsligt en stridsmaskin som är en gunmen. Här får de träffa en kvinnlig skytte vid namn Yoko. En tidigare artifakt som Simon hittade undergjord visade sig vara en gunmen. Denna gunmen döptes till Lagann av Kamina men används endast av Simon. Med hjälp av Lagann så lyckades de tre besegra den främmande gunmen och borra sig till ytan. På ytan så blir de ännu en gång anfallna av några gunmen. Yokos gäng från Littner-byn hjälper de under denna strid.

## Röster
| Roll                  | Japansk röst               | Engelsk röst                         | Källa       |
| --------------------- | -------------------------- | ------------------------------------ | ----------- |
| Simon                 | Tetsuya Kakihara           | Yuri Lowenthal Tony Oliver           | [ 1 ] [ 2 ] |
| Kamina                | Katsuyuki Konishi          | Kyle Hebert                          | [ 3 ]       |
| Yoko Littner          | Marina Inoue               | Michelle Ruff                        | [ 4 ]       |
| Nia Teppelin          | Yukari Fukui               | Hynden Walch Bridget Hoffman         | [ 5 ]       |
| Viral                 | Nobuyuki Hiyama            | Sam Riegel                           | [ 6 ]       |
| Rossiu Adai           | Mitsuki Saiga Jouji Nakata | Johnny Yong Bosch Michael McConnohie | [ 7 ] [ 8 ] |
| Kittan Bachika        | Kishō Taniyama             | Christopher Corey Smith              | [ 9 ]       |
| Boota                 | Shizuka Itou               | Julie Ann Taylor                     | [ 10 ]      |
| Leeron Littner        | Masaya Onosaka             | Steven Blum                          | [ 11 ]      |
| Thymilph the Crasher  | Kiyoyuki Yanada            | Paul St. Peter                       |             |
| Adiane the Elegant    | Michiko Neya               | Megan Hollingshead                   | [ 12 ]      |
| Cytomander the Swift  | Akio Suyama                | Steve Staley                         |             |
| Guame the Immoveable  | Kiyoshi Kawakubo           | Doug Stone                           |             |
| Lordgenome            | Narushi Ikeda              | Jamieson Price                       | [ 13 ]      |
| Anti-Spiral           | Takaya Kamikawa            | Dave Mallow                          |             |
| Dayakka Littner       | Daiki Nakamura             | Doug Stone                           |             |
| Gimmy Adai            | Takako Honda               | Brianne Siddall                      |             |
| Darry Adai            | Shizuka Itō                | Mela Lee                             |             |
| Kiyoh Bachika         | Rina Satou                 | Karen Strassman                      | [ 14 ]      |
| Kinon Bachika         | Kana Ueda                  | Stephanie Sheh                       |             |
| Kiyal Bachika         | Kana Asumi                 | Gina Bowes                           |             |
| Old Coco              | Nobuyuki Hiyama            | -                                    |             |
| Zorthy Kanai          | Takafumi Kawakami          | Dan Woren                            |             |
| Iraak Coega           | Daisuke Kirii              | Doug Erholtz                         |             |
| Kidd Coega            | Takashi Kondo              | Cutter Mitchell                      |             |
| Jorgun Bakusa         | Go Shinomiya               | Paul St. Peter                       |             |
| Balinbow Bakusa       | Kouzou Douzaka             | Tony Oliver                          |             |
| Makken Jokin          | Katsuyuki Konishi          | Keith Silverstein                    |             |
| Attenborough Cortitch | Daisuke Kirii              | Derek Stephen Prince                 |             |
| Tetsukan Littner      | Takahiro Mizushima         | Tony Oliver                          |             |
| Gabal Docker          | Go Shinomiya               | Joe Ochman                           |             |
| Leite Jokin           | Takako Honda               | Laura Bailey                         |             |
| Guinble Kite          | Takahiro Mizushima         | Liam O'Brien                         |             |
| Cybela Coutaud        | Haruhi Terada              | Mari Devon                           |             |